# XtratuM
XtratuM és un hipervisor de codi obert desenvolupat a la Universitat Politècnica de València dissenyat per hostatjar sistemes operatius de temps real de seguretat crítica.
Ha estat desenvolupat dins el projecte OCERA que persegueix disposar d'una biblioteca de components de programari lliure per a sistemes de temps real. Pot ésser utilitzat per construir un sistema d'arquitectura MILS (Múltiples Independents Nivells de Seguretat). el programari proveeix mapes de memòria separats per als diferents sistemes operatius hostatjats possibilitat l'aillament respectiu.

## Història
Xtratum 1.0 va ésser dissenyat inicialment com a substitut de la capa HAL (d'abstracció de maquinari) de RTLinux. L'objectiu era virtualitzar els dispositius de maquinari essencials per a poder hostatjar un sistema de temps real conjuntament amb altres sistemes. Els altres dispositius de maquinari van ésser deixats per a un altre domini anomenat arrel.
Després d'aquesta experiència va ésser redissenyat per a ser independent de Linux i iniciador del sistema. El resultat va ser Xtratum 2.0 que és un hipervisor de tipus 1 que fa servir para-virtualització

## Ús
XtratuM funciona en les arquitectures LEON2/3/4 (Sparc V8) i ARM v7.
Entre els sistemes operatius de temps real que pot hostatjar hi ha PaRTiKle, RTEMS i LithOS.

## Comunicació entre processos
La comunicació entre tasques de diferents dominis es realitza amb les API següents:
XM-FIFOés una cua de dades FIFO amb missatges de mida fixa, lliure d'esperes i bloquejos (wait-free i lock-free).
XM-SHMmemòria accessible des de múltiples processos.

## Altres hipervisors de codi obert
- Adeos